# جریان اسپیتسبرگن غربی

جریان اسپیتسبرگن غربی آب‌های نسبتاً گرم و شور را به اقیانوس منجمد شمالی منتقل می‌کند.

جریان اسپیتسبرگن غربی (نروژی: Vestspitsbergenstraumen) یک جریان اقیانوسی گرم و شور است که در غرب جزایر اسپیتسبرگن و اقیانوس منجمد شمالی به سمت قطب گردش می‌کند. جریان اسپیتسربرگن غربی در دریای نروژ به جریان نروژ منشعب می‌شود. اهمیت جریان اسپیتسبرگن غربی به‌دلیل انتقال آب‌های گرم و شور اقیانوس اطلس به نواحی داخل شمالگان است. جریان گرم و شور اسپیتسبرگن غربی از سمت شرقی تنگه فرام به طرف شمال جریان می‌یابد، در حالی‌که جریان گرینلند شرقی از سمت غرب تنگه فرام به طرف جنوب گردش می‌کند. جریان گرینلند شرقی با آب بسیار سرد و شوری کم شناخته می‌شود و عامل مهمی در خروج یخ دریا از شمالگان است؛ بنابراین عملکرد جریان گرینلند شرقی و جریان اسپیتسبرگن غربی باعث شده تا تنگه فرام در شمالی‌ترین نقطه اقیانوس اطلس در تمام طول سال عاری از یخ باشد.